# Indigofera repens
Indigofera repens är en ärtväxtart som beskrevs av Arthur John Cronquist. Indigofera repens ingår i släktet indigosläktet, och familjen ärtväxter. Inga underarter finns listade i Catalogue of Life.